# Jakub Brabenec
Jakub Brabenec (né le 11 septembre 2003 à Brno, en Tchéquie) est un joueur professionnel tchèque de hockey sur glace. Il évolue aux positions de centre et d'ailier gauche.

## Statistiques

### En club
| Saison    | Équipe                      | Ligue  |    | Saison régulière | Saison régulière | Saison régulière | Saison régulière | Saison régulière |   | Séries éliminatoires | Séries éliminatoires | Séries éliminatoires | Séries éliminatoires | Séries éliminatoires |
| Saison    | Équipe                      | Ligue  | PJ | B                | A                | Pts              | Pun              | PJ               | B | A                    | Pts                  | Pun                  |                      |                      |
| 2019-2020 | HC Kometa Brno              | ELH    | 2  | 1                | 0                | 1                | 0                | -                | - | -                    | -                    | -                    |                      |                      |
| 2019-2020 | HC Litoměřice               | 1.Liga | 10 | 0                | 0                | 0                | 0                | -                | - | -                    | -                    | -                    |                      |                      |
| 2020-2021 | HC Kometa Brno              | ELH    | 23 | 0                | 1                | 1                | 4                | -                | - | -                    | -                    | -                    |                      |                      |
| 2020-2021 | SK Horácká Slavia Třebíč    | 1.Liga | 3  | 0                | 0                | 0                | 0                | -                | - | -                    | -                    | -                    |                      |                      |
| 2021-2022 | Islanders de Charlottetown  | LHJMQ  | 58 | 17               | 47               | 64               | 8                | 15               | 5 | 14                   | 19                   | 14                   |                      |                      |
| 2022-2023 | Islanders de Charlottetown  | LHJMQ  | 28 | 8                | 17               | 25               | 16               | -                | - | -                    | -                    | -                    |                      |                      |
| 2022-2023 | Phœnix de Sherbrooke        | LHJMQ  | 26 | 10               | 25               | 35               | 10               | 14               | 2 | 7                    | 9                    | 12                   |                      |                      |
| 2023-2024 | Silver Knights de Henderson | LAH    | 48 | 6                | 7                | 13               | 16               | -                | - | -                    | -                    | -                    |                      |                      |
| 2024-2025 | Silver Knights de Henderson | LAH    | 62 | 9                | 13               | 22               | 12               | -                | - | -                    | -                    | -                    |                      |                      |

### En équipe nationale
| Année | Équipe   | Compétition                          |   | PJ | B | A | Pts | Pun                |  | Résultat |
| 2019  | Tchéquie | Défi mondial -17 ans                 | 6 | 0  | 0 | 0 | 0   | Médaille de bronze |  |          |
| 2021  | Tchéquie | Championnat du monde moins de 18 ans | 5 | 0  | 4 | 4 | 2   | 7e place           |  |          |
| 2023  | Tchéquie | Championnat du monde junior          | 7 | 1  | 6 | 7 | 10  | Médaille d'argent  |  |          |

## Trophées et honneurs personnels

### LHJMQ
- 2021-2022 : remporte la coupe RDS
- 2021-2022 : remporte le trophée Michel-Bergeron
- 2021-2022 : sélectionné dans l'équipe d'étoiles des recrues